# پل تاریخی آغلا غان
پل تاریخی آغلا غان مربوط به دوره صفوی است و در شهرستان اردبیل، نیر، روی رودخانه آغلاغان واقع شده و این اثر در تاریخ ۵ بهمن ۱۳۷۸ با شمارهٔ ثبت ۲۵۵۸ به‌عنوان یکی از آثار ملی ایران به ثبت رسیده است.